# A.S.V. D.W.V.
Amsterdamse Sport Vereniging Door Wilskracht Verkregen was een voetbalclub uit Amsterdam-Noord in de Nederlandse provincie Noord-Holland, opgericht op 12 mei 1912. In 2013 fuseerde de club met De Volewijckers tot DVC Buiksloot. De club speelde op Sportpark Elzenhagen in Amsterdam-Noord. In het laatste seizoen van het bestaan van de club (seizoen 2012/13) speelden de eerste elftallen in de Vijfde Klasse zaterdag en de Eerste klasse zondag. De clubkleuren waren zwart en geel.

## Geschiedenis

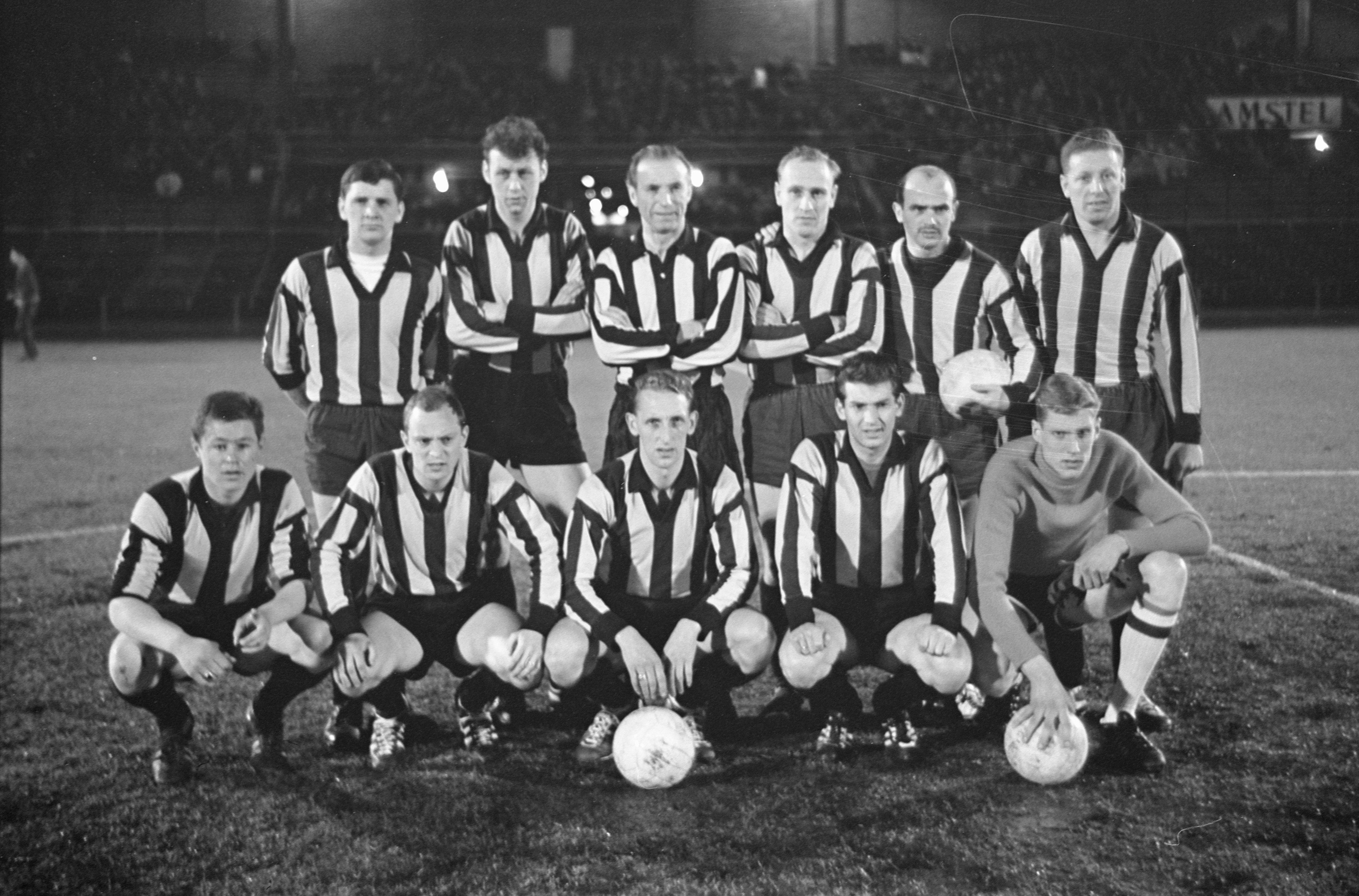
D.W.V. met Stanley Matthews (3e van links) in het Olympisch Stadion vóór de wedstrijd tegen De Volewijckers (4 april 1962)

De club werd opgericht op 12 mei 1912 als D.W.V. (Door Wilskracht Verkregen). Al vanaf 1910 werd er door een aantal jongens uit Nieuwendam gevoetbald onder de naam Nieuwendammer Voetbal Club voordat zij met anderen de vereniging DWV oprichtten.
In het eerste seizoen 1913/'14, waarin gespeeld werd in de Noordhollandsche Voetbalbond, werd de club kampioen en promoveerde naar de eerste klasse. Door de watersnoodramp van 1916 ging de gehele accommodatie verloren. In 1921 speelt de club in de derde klasse van de NVB. Nieuwendam was intussen bij Amsterdam-Noord gevoegd. In 1935, 1936 en 1937 wordt de club kampioen in de derde klasse en in 1937 promoveert men ook naar de tweede klasse na promotiewedstrijden.
In het seizoen 1947/48 behaalde DWV de finale van de KNVB beker waarin het na strafschoppen verloor van Wageningen. In 1949 en 1950 wordt de club kampioen in de tweede klasse en promoveert in 1950 na promotiewedstrijden naar de eerste klasse. Beslissend was een beroemde promotiewedstrijd tegen Zeeburgia uit, waarin DWV bij de rust met 3-0 achterstond en na de rust- vooral door een hattrick van midvoor Gerrit Homan- met 5-3 won.Na één seizoen degradeerde DWV weer.
In 1954 wordt ervoor gekozen om een amateurclub te blijven en men gaat in de eerste klasse spelen. Na enkele promoties en degradaties wordt de club in de jaren 60 een omnisportvereniging met onder andere basketbal en volleybal. Ook wordt ervoor gekozen om niet de accommodatie met De Volewijckers te delen en zelfstandig te blijven. Ook wordt de Arol-beker gewonnen in 1960.
In 1974 promoveert de club naar de eerste klasse en in 1975 naar de Hoofdklasse. In 1977 wordt DWV kampioen in de hoofdklasse en tweede bij het algeheel amateurkampioenschap. In 1977 neemt de club ook deel aan de KNVB beker en in 1978 wordt de beker bij de amateurs gewonnen. Ook in 1983 wordt aan de KNVB beker deelgenomen. In 1987 wordt de club wederom kampioen in de hoofdklasse en in 1990 wordt de amateurbeker weer gewonnen.
In oktober 2006 werd Willem Scheerens in het Westelijk elftal opgenomen voor de kwalificatiewedstrijden voor de UEFA-Regiobeker.

## Erelijst
KNVB beker voor amateurs
Winnaar in 1978 *, 1990
Districtsbeker West I
Winnaar in 1978 *, 1990
* Zondagclubs 

## Competitieresultaten 1972–2013 (zaterdag)
| 12 4C |

|  |

|  |

| 1 4C |

| 1 4C |

| 8 3A |

| 6 3A |

| 7 3A |

| 9 3A |

| 9 3A |

| 7 3A |

| 9 3A |

| 12 3A |

| 9 4C |

| 3 4C |

| 8 4C |

| 7 4C |

| 4 4C |

| 9 4C |

| 11 4C |

|  |

|  |

|  |

|  |

|  |

| 3 6B |

|  |

|  |

|  |

| 10 5C |

|  |

|  |

|  |

|  |

|  |

| 7 5A |

| 5 5A |

| 8 5B |

| 12 5B |

|  |

| 8 5B |

| 7 5B |

| Derde klasse | Vierde klasse | Vijfde klasse | Zesde klasse |

## Competitieresultaten 1917–2013 (zondag)
| 2 1B |

|  |

| 5 3A |

| 7 3B |

| 6 3B |

| 2 3C |

| 2 3B |

| 3 3A |

| 4 3C |

| 8 3A |

| 2 3C |

| 3 3B |

| 3 3B |

| 6 3A |

| 3 3A |

| 1 3B |

| 1 3B |

| 1 3B |

| 1 2A |

| 6 2B |

| 3 C |

| 3 2A |

| 11 2B |

| 4 2B |

| 3 2B |

|  |

| 5 2A |

| 8 2B |

| 4 2A |

| 1 2A |

| 1 2A |

| 11 1C |

| 2 2B |

| 6 2A |

| 5 2A |

| 3 2A |

| 5 1A |

| 10 1A |

| 5 1A |

| 6 1A |

| 12 1A |

| 10 2B |

| 2 2A |

| 9 2A |

| 2 2A |

| 10 2A |

| 3 2B |

| 4 2A |

| 8 2B |

| 9 2B |

| 10 2A |

| 8 2A |

| 9 2A |

| 4 2A |

| 3 2A |

| 2 1A |

| 1 1A |

| 1 A |

| 6 A |

| 6 A |

| 9 A |

| 11 A |

| 2 A |

| 2 A |

| 11 A |

| 4 A |

| 4 A |

| 1 A |

| 4 A |

| 6 A |

| 2 A |

| 7 A |

| 3 A |

| 9 A |

| 8 A |

| 11 A |

| 10 A |

| 7 A |

| 8 A |

| 13 A |

| 2 1A |

| 2 1A |

| 7 1A |

| 4 1A |

| 1 1A |

| 7 A |

| 8 A |

| 10 A |

| 12 A |

| 13 A |

| 9 1A |

| 8 1A |

| 9 1A |

| 11 1A |

| Hoofdklasse | Eerste klasse | Tweede klasse | Derde klasse | Eerste klasse NHVB | Noodcompetitie |

In elke staaf van de grafiek staat van boven naar beneden vermeld: 
- Eindnotering

Dit is de positie die de club heeft bereikt in de competitie, zonder eventuele beslissings-, play-off- of nacompetitiewedstrijden die nodig zijn geweest om bijvoorbeeld de kampioen van de competitie te bepalen.
Indien een * achter het getal staat is de notering een tussenstand en kan het zijn dat de notering niet overeenkomt met de uiteindelijke eindstand van de competitie.
Staat er een - dan is het seizoen nog bezig en is er geen definitieve uitslag bekend.
Staat er xx op de positie van de notering, dan heeft de club vroegtijdig de competitie verlaten. Dit kan onder andere komen door terugtrekking van het team, faillissement van de club of door een uitgedeelde straf van de KNVB. In veel gevallen staat elders in het artikel de reden vermeld.
Staat er een ? dan is het resultaat uit het verleden onbekend, en is alleen de competitie of het niveau bekend van dat seizoen.
In de seizoenen 2019/20 en 2020/21 werd wegens de coronacrisis het amateurvoetbal afgebroken. Daardoor kennen deze staven geen eindklassering (middels -- weergegeven).
- Competitieniveau en afdelingsletter of Officiële eindstand Eredivisie
  - Competitieniveau en afdelingsletter

Hierbij geeft het getal het niveau weer, dat ook terug te vinden is in de legenda. De letter is de afdelingsaanduiding en wordt gebruikt wanneer er meer afdelingen zijn op hetzelfde niveau. De afdelingsletter is altijd een hoofdletter en wordt meestal zonder nummer gebruikt.
Voorbeeld: 2F is niveau 2e klasse competitie F.
Het competitieniveau en nummer wordt niet vermeld wanneer er slechts één competitie van dit niveau was.
  - Officiële eindstand Eredivisie (getal staat tussen haakjes vermeld)

Sinds de introductie van play-offwedstrijden voor Europees voetbal na afloop van de reguliere competitie in 2005/06, is de KNVB verplicht een eindstand van de Eredivisie door te geven aan de UEFA aan de hand van deze play-offwedstrijden.
Bij deze eindstand staan clubs die zich hebben gekwalificeerd voor Europees voetbal hoger dan clubs die zich niet wisten te kwalificeren. Indien er geen verschil was tussen de eindnotering en de officiële eindstand, staat dit getal niet vermeld.

- Onderafdeling

Hier staat afgekort de naam van de onderafdeling indien de club in dat jaar in een onderafdeling uitkwam. Tevens staat deze afkorting in de legenda en wordt gelinkt naar het artikel over deze onderafdeling. Deze afkorting wordt alleen vermeld wanneer de club in het verleden in verschillende onderafdelingen heeft gespeeld. Deze vermelding is in de staaf altijd in kleine letters. Deze onderafdelingen zijn na het seizoen 1995/96 afgeschaft. Heeft de club in slechts één onderafdeling gespeeld, dan is dit alleen terug te vinden in de legenda.
Onder de staaf staat het jaartal vermeld waarin het seizoen is afgesloten. 15 verwijst naar het seizoen 2014/15 of eventueel het seizoen 1914/15.
Wanneer een staaf leeg is, zijn deze gegevens niet bekend. Het kan ook zijn dat de club dat seizoen niet heeft meegespeeld op het hogere amateurniveau, vroegtijdig de competitie heeft verlaten of uit de competitie is gezet.

In het seizoen 1944/45 was er wegens de Tweede Wereldoorlog geen regulier competitievoetbal.

## Bekende (oud-)spelers
- Mawouna Amevor
- Navajo Bakboord
- Roy Beukenkamp
- Jaap Bloem
- Raymond Fafiani
- Frank Korpershoek
- Rinus Israël
- Edwin Post
- Yanic Wildschut
- Deyovaisio Zeefuik

## Bekende (oud-)trainers
- Rinus Bijl

## Trivia
In 2015 was de voetbalclub het decor voor de televisieserie Penoza IV.
Voormalig: AFC "Sport" · Ambon · FC Amsterdam · V.V. Amsterdam · ASSV · VV De Beursbengels · FC Blauw-Wit Amsterdam · Blauw-Wit Osdorp · B.P.C. · CDW · FC Chabab · D.E.C. · VV DIB · D.N.C. · DWV · SC De Eland · Energia · SC Fenerbahçe · ASV De Germaan · KBV · N.E.C. '75 · AFC Neerlandia · Neerlandia/SLTO · New Amsterdam · FC Nieuwendam · SC Nieuwendam · ODOS · Oriënt · P en T · RAP · SCZ '58 · Sparta Amsterdam · Sporting Amsterdam · Sporting Noord · SV Osdorp · Osdorp/Sport · SLTO · Avv SPORT · Türkiyemspor · De Volewijckers · Volharding · SC Voorland · ZRC Herenmarkt